# Sadokrzyce
Sadokrzyce – wieś w Polsce położona w województwie łódzkim, w powiecie sieradzkim, w gminie Wróblew. Obecnie jest ważnym ośrodkiem produkcyjnym warzyw i owoców w Polsce, głównie ziemniaków. Gospodarstwa znajdujące się na terenie Sadokrzyc posiadają od 50 do 100 ha ziemi uprawnej. Jest to pierwsza wieś w Polsce, w której na dużą skalę używane są deszczownie.

## Historia
Pierwsze wzmianki o Sadokrzycach pochodzą z 1321 roku. Prawdopodobnie wieś istnieje od 1314 roku, utworzyli ją szlachcice powracający z wojny. Osiedliło się tu też wielu rolników, których rodziny do dziś uprawiają tu ziemię. W okolicznych lasach w okresie powstania 1863 r. działały silne oddziały powstańcze dowodzone przez gen. Edmunda Taczanowskiego. W okolicznych lasach w 1863 r. zorganizował partię powstańczą Napoleon Urbanowski, przemysłowiec z Poznania, który następnie udał się w Piotrkowskie pod rozkazy Józefa Oxińskiego. Rosjanie rozbili ten oddział pod Rychłocicami.
W latach 1975–1998 miejscowość administracyjnie należała do województwa sieradzkiego.

## Zabytki
Według rejestru zabytków Narodowego Instytutu Dziedzictwa na listę zabytków wpisany jest obiekt:
- wiatrak, 1920, nr rej.: 332/11/86 z 3.10.1986